# Codex Alexandrinus
Codex Alexandrinus (códigos de referência: Londres, Brit. Libr. MS Royal 1. D. V-VIII;  Gregory-Aland nº A ou 02, [Soden δ 4]) é um manuscrito da Bíblia em grego koiné do século V. Ele contém a maior parte da Septuaginta e o Novo Testamento. É um dos quatro grandes códices unciais. Juntamente com o Codex Sinaiticus e o Vaticanus, é um dos mais antigos e mais completos manuscritos da Bíblia. Brian Walton designou-o com a letra latina "A" em sua Bíblia poliglota em 1657 e esta referência foi mantida quando o sistema foi padronizado por Wettstein em 1751, o que colocou o Alexandrinus no topo da lista de manuscritos bíblicos.
Ele é originário da cidade de Alexandria, onde permaneceu algum tempo até ser comprado pelo patriarca de Constantinopla Cirilo Lucaris (m. 1638). No século XVII ele foi presenteado ao rei Carlos I da Inglaterra. Até a compra do Codex Sinaiticus, era o melhor manuscrito da Bíblia grega no Reino Unido e os dois atualmente estão preservados em vitrines da Galeria Ritblat do Museu Britânico. Uma versão fotográfica do volume do Novo Testamento está disponível no site da Biblioteca Britânica. Como o texto deste manuscrito é representativo de diferentes tradições, partes diferentes do códice tem importâncias diferentes para a crítica textual. 

## Conteúdo
O códice atualmente consiste em 773 fólios em papel velino (630 no Antigo Testamento e 143 no Novo) agrupados em quartos (quatro folhas dobradas, o que resulta em 8 páginas) e encadernado em quatro volumes (279 + 238 + 118 + 144 fólios respectivamente).
O códice contém uma cópia quase completa da Septuaginta, incluindo os deutercanônicos III e IV Macabeus, o Salmo 151 e o Livro de Odes com apenas dez fólios faltando. A Epístola a Marcelino, atribuído a Atanásio de Alexandria, e o sumário dos Salmos de Eusébio de Cesareia estão inseridos antes do Livro dos Salmos. O códice contém quase todos os livros do Novo Testamento com 31 fólios perdidos (trecho de Mateus 1:1 até Mateus 25:5). Além disso, o códice contém I Clemente (faltando 57:7-63) e a homilia conhecida como II Clemente (até 12:5a), com cerca de 3 fólios faltando nestas duas.
Os livros do Antigo Testamento estão distribuídos da seguinte forma: Gênesis até II Crônicas no volume 1, Oseias até IV Macabeus no segundo e Salmos até Siraque no terceiro. Os livros do Novo Testamento estão na seguinte ordem: Evangelhos, Atos dos Apóstolos, epístolas católicas, epístolas paulinas (com Hebreus entre II Tessalonicenses e I Timóteo) e o Apocalipse. Há um apêndice marcado no índice que lista os Salmos de Salomão e que provavelmente continha mais livros apócrifos/pseudoepígrafos, mas ele foi arrancado e suas páginas se perderam.

### Lacunas
Por conta de fólios danificados ou perdidos, as seguintes passagens se perderam (lacuna) ou estão defeituosas:
- Faltando: I Samuel12:17-14:9 (1 fólio) e Salmos 49:20-79:11 (9 fólios);[14] Mateus 1:1-25:6 (26 fólios), João 6:50-8:52 (2 fólios), II Coríntios 4:13-12:6 (3 folhas);[1] I Clemente 57:7-63 (1 fólio) e II Clemente 12:5a-fim (2 fólios).[15]
- Danificados: Gênesis 14:14-17, 15:1-5, 15:16-19, 16:6-9 (a parte inferior de um fólio rasgado se perdeu);[16]
- Defeituosos (rasgos): Gênesis 1:20-25, 1:29-2:3, Levítico 8:6,7,16; Siraque 50:21f, 51:5;[13]
- Lacunas nas bordas de quase todas as páginas do Apocalipse;[17]
- Colofão ornamentado da Epístola a Filêmon foi recortado.[18]

## Descrição

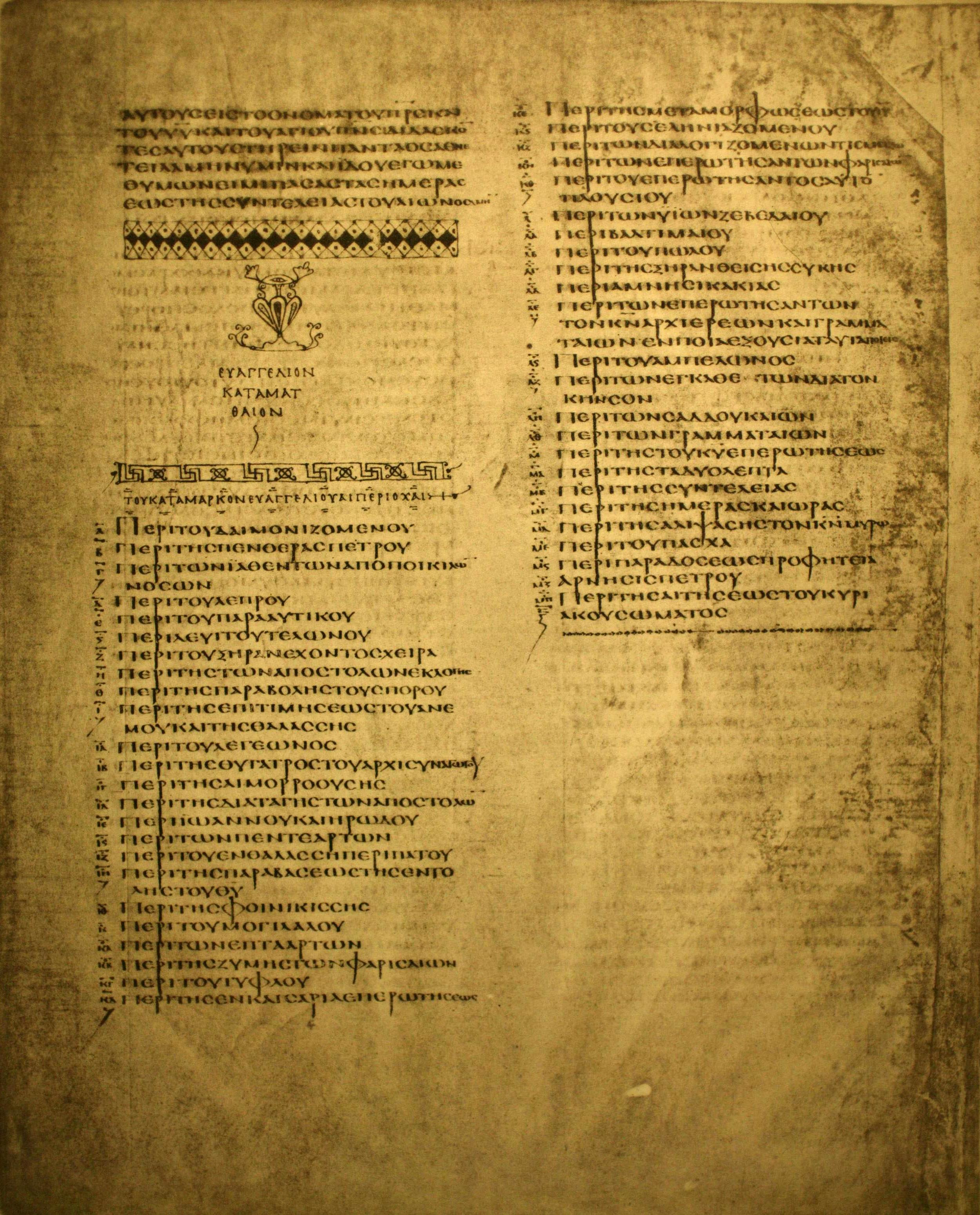
Lista de "" do Evangelho de Marcos.

O manuscrito mede 32 x 26 cm e a maior parte dos fólios foram organizados originalmente em cadernos de oito (quarto). Já em tempos modernos, ele foi re-encadernado em cadernos de seis fólios. O material é um papel velino fino, elegante e muito bonito, geralmente descolorido nas bordas, danificadas pelo tempo e, de forma mais marcante, pela ignorância ou falta de cuidado pelo encadernador moderno, que nem sempre poupou o texto, especialmente na margem interna superior. Segundo Scrivener, "O velino se rompeu em buracos em muitos lugares e como a tinta descasca por causa da idade sempre que uma folha é tocada de forma um pouco mais dura, ninguém tem permissão de manusear o manuscrito exceto por bons motivos".
O texto está escrito em letras unciais em duas colunas de 49-51 linhas cada e 20-25 letras por linha. As linhas iniciais de cada livro estão escritas em tinta vermelho e as seções de cada livro estão marcadas por uma grande letra escrita na margem. As palavras estão escritas continuamente em letras unciais grandes, arredondadas e bem formadas. A pontuação existente é obra do escriba original e não há acentos e nem marcas de respiro, exceto uns poucos adicionados por um escriba posterior. As letras são maiores que as do Codex Vaticanus e não há divisão entre as palavras, com apenas algumas pausas encontradas onde deveria haver um ponto. Os livros poéticos do Antigo Testamento estão escritos esticometricamente e as citações ao Antigo Testamento no Novo Testamento estão marcados com sinal ">" na margem.
As únicas decorações no manuscrito são as folhas finais de cada livro e uma tendência de escrever letras um pouco maiores no início de cada sentença. As capitulares no começo da seções se destacam nas margens como acontece nos códices Ephraemi Rescriptus e Basilensis. O Codex Alexandrinus é o mais antigo manuscrito a utilizar estas letras capitulares para indicar novas seções. Elas são elegantes, mas mais simples do que as do Sinaiticus e do Vaticanus e, quando aparecem no final de uma linha, são geralmente muito pequenas.
A maior parte do texto está desgastada e quase apagada. A pontuação é mais frequente que em outros manuscritos e geralmente aparece no mesmo nível da letra precedente. Os espaços vazios, em quantidade proporcional às mudanças no sentido, se seguem no final de um parágrafo. No final de cada livro, o colofão está decorado por belas volutas feitas pelo escriba original. As seções amonianas com referências aos cânones eusebianos se destacam nas margens dos textos dos evangelhos. O códice também apresenta as divisões em seções maiores, conhecidas como κεφάλαια ("capítulos"), com os τίτλοι ("títulos") no topo das páginas. Os locais nos quais as seções começam estão indicados em todo o texto dos evangelhos e, em Lucas e em João, seus números aparecem nas margens de cada coluna. Todos os evangelhos (presume-se que o mesmo tenha ocorrido no trecho faltante de Mateus) são precedidos por uma tabela de capítulos.
As várias seções nas quais os Atos dos Apóstolos, as epístolas católicas e paulinas e o Apocalipse eram divididas através do uso do aparato eutaliano não foram indicadas neste manuscrito. Uma "cruz" aparece ocasionalmente com esta função nos Atos. Uma letra maior na margem em todo o Novo Testamento marca o início de um parágrafo.

### Escribas

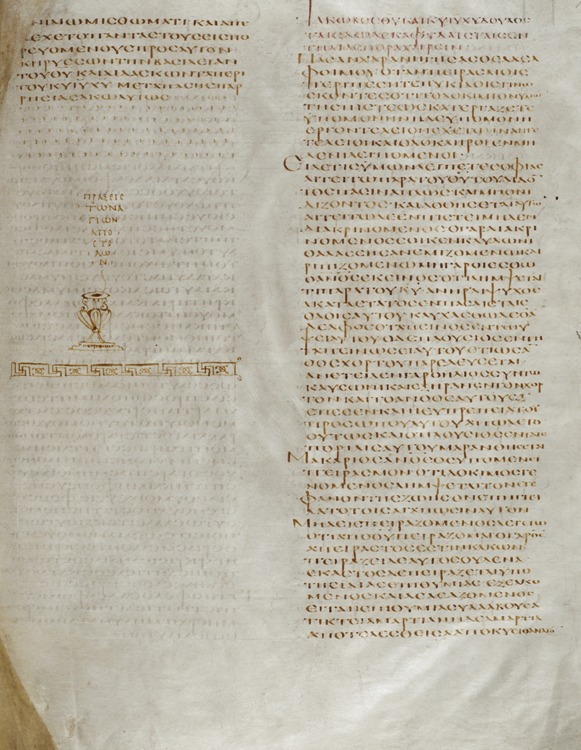
Fim dos Atos dos Apóstolos.

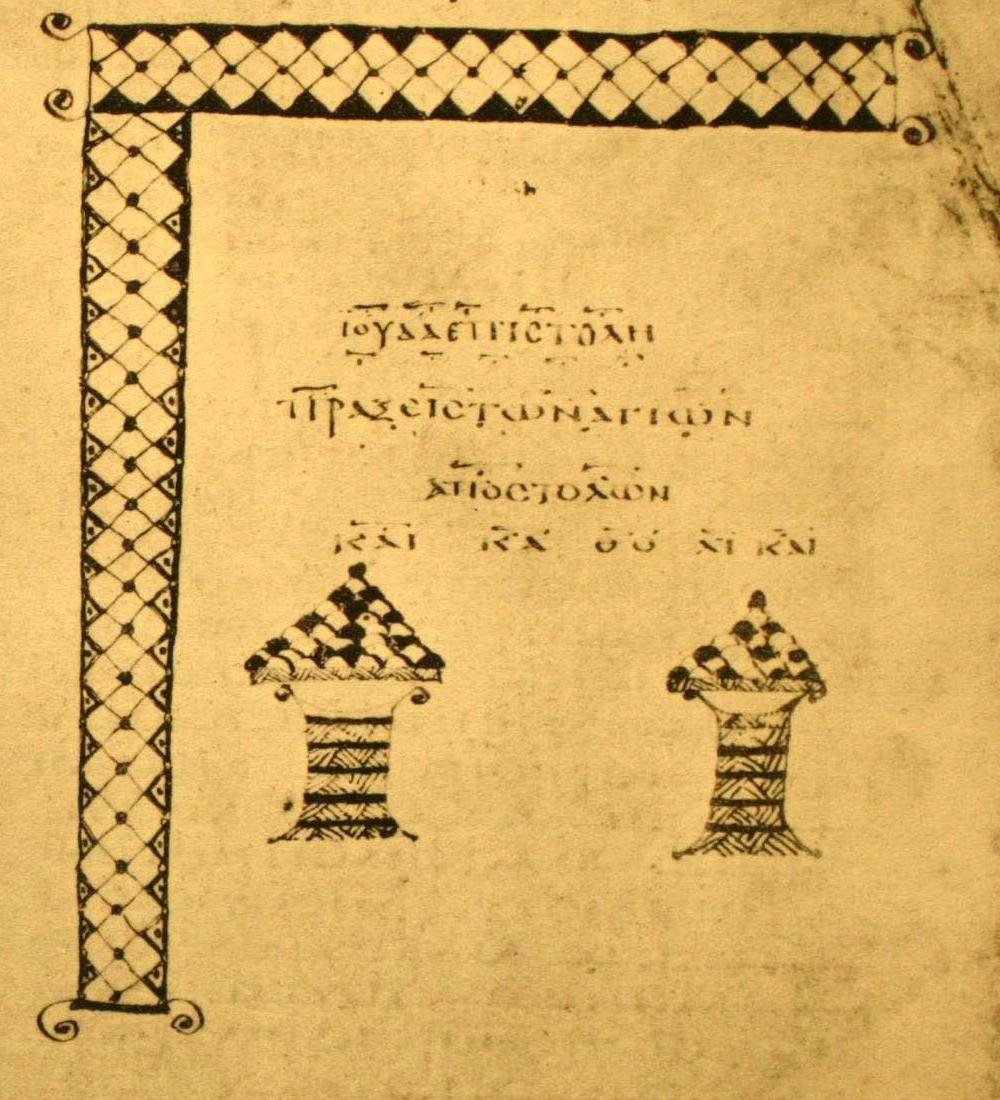
Colofão da Epístola de Judas.

O número de escribas deste manuscrito foi tema de disputas no passado. Segundo Kenyon foram cinco, dois no Antigo Testamento ("I" e "II") e três no Novo ("III", "IV" e "V"). Posteriormente, Skeat & Milne defenderam que eles seriam apenas dois ou, possivelmente, três, o que Kenyon afirmou ser um erro em 1939. Atualmente, os estudiosos concordam que foram apenas dois (Metzger, Aland, Hernández, Jongkind).
A caligrafia do segundo escriba aparece no trecho de Lucas até I Coríntios 10:8. Algumas letras tem formato copta (como "Α" - "alfa", "Μ" - "mu", "Δ" - "delta" e "Π" - "pi") e o espaço entre as letras é um pouco maior do que no restante do texto. A letra "delta" apresenta uma base estendida, assim como o corte em "pi". Os numerais não são representados por letras, exceção feita a Apocalipse 7:4 e Apocalipse 21:17.
Cada fólio apresenta uma numeração arábica no verso da margem inferior e a primeira folha sobrevivente do texto de Mateus apresenta o número 26, o que indica que as vinte e cinco hoje perdidas ainda existiam quando esta numeração foi acrescentada.

### Erros e correções
No passado acreditava-se que este códice teria sido escrito de forma descuidada, com muitos erros de transcrição, mas o número deles não é maior que o do Codex Sinaiticus e nem o do Codex Vaticanus.
A troca de vogais com sons similares é muito frequente neste manuscrito. As letras "N" ("nu") e "M" ("mu") também foram ocasionalmente confundidas e o encontro "ΓΓ" ("gama gama") foi sempre trocado por "NΓ". Estas ocorrências apontam para o Egito como origem do manuscrito, mas esta hipótese não é universalmente aceita. O texto também está repleto de iotacismos, como a troca de "αὶ" por "ε", "εὶ" por "ὶ" e "η" por "ὶ", em quantidade maior do que a encontrada em outros manuscritos da mesma época.
Muitas correções foram feitas ao manuscritos, muitas delas pelo escriba original, mas a maioria por corretores posteriores. A forma corrigida do texto concorda com os códices D, N, X, Y, Γ, Θ, Π, Σ, Φ e com a maioria dos minúsculos. Kenyon observou que os Codex Alexandrinus foi "extensivamente corrigido, em alguns livros mais do que em outros". No Pentateuco, sentenças inteiras foram apagadas e substituídas. Os livros de Reis (I Reis e II Reis) foram os menos corrigidos. No Apocalipse, apenas uma de suas 84 passagens singulares foram corrigidas, um contraste notável em relação ao Codex Sinaiticus, no qual 120 de suas 201 passagens singulares foram corrigidas no século VII.

## Texto
Este códice apresenta um desafio aos estudiosos da crítica textual e a sua relação com outros textos e famílias conhecidos ainda é tema de disputa. O texto grego do códice é uma mistura de textos-tipo: ele é representativo do texto-tipo bizantino nos evangelhos, o mais antigo manuscrito deste tipo, e do texto-tipo alexandrino nos demais livros do Novo Testamento, com algumas leituras do texto-tipo ocidental. Kurt Aland classificou-o na Categoria III para os evangelhos e na Categoria I para os demais livros. Contudo, o texto-tipo bizantino nos evangelhos apresenta várias características do texto-tipo alexandrino e algumas afinidades com a Família Π. Soden associou o texto dos evangelhos a esta família, mas anotou que ele não era um exemplo puro. Segundo Streeter, este é o mais antigo manuscrito grego a apresentar uma aproximação do que seria o texto de Luciano, o Mártir, mas uma pequena parte das leituras parece ser anterior.
Com relação ao restante do Novo Testamento, o Alexandrinus é muito próximo do Sinaiticus nas epístolas paulinas, ao texto de {\displaystyle {\mathfrak {P}}}74 nos Atos dos Apóstolos e do Codex Ephraemi Rescriptus (contra o Sinaiticus e {\displaystyle {\mathfrak {P}}}47) no Apocalipse. No caso das epístolas católicas, o manuscrito apresenta um subtipo diferente tanto do Sinaiticus quanto do Vaticanus. O texto dos Atos geralmente está de acordo com as citações da Bíblia feitas por Atanásio de Alexandria. Finalmente, o texto geralmente concorda com Sinaiticus no caso Antigo Testamento.
Os evangelhos no Codex Alexandrinus são "constantemente citados como testemunhas de terceira ordem" no aparato crítico do Novum Testamentum Graece enquanto que os demais livros são citados como de "primeira ordem". Para o Apocalipse e para diversos livros do Antigo Testamento, é considerado o melhor de todos os manuscritos.

### Novo Testamento

#### Variantes
Marcos 16:9–20, o chamado "final longo de Marcos", está presente no Codex Alexandrinus.
Em Lucas 4:17, o códice apresenta a variante textual "ἀνοίξας" ("abriu"), como acontece em B, L, W, Ξ, 33, 892, 1195, 1241, ℓ 547, syrs, syrh, syrpal, copsa, copbo, e não a variante "ἀναπτύξας" ("desenrolou"), presente em א, Dc, K, Δ, Θ, Π, Ψ, f1, f13, 28, 565, 700, 1009, 1010 e outros manuscritos.
Em João 1:39, o texto apresenta, de forma única, a frase "ωρα ην ως εκτη" ("por volta da hora sexta") e não "ωρα ην ως δεκατη ("por volta da hora décima"), presente em todos os demais manuscritos.
Em Atos 8:39, ao invés de "πνεῦμα κυρίου" ("espírito do Senhor"), aparece uma variante pouco usual, "πνεῦμα ἅγιον ἐπέπεσεν ἐπὶ τὸν εὐνοῦχον, ἄγγελος δέ κυρίου ἥρπασεν τὸν Φίλιππον" ("O Espírito Santo caiu sobre o eunuco e o anjo do Senhor alcançou Filipe"), presente em diversos manuscritos minúsculos: 94, 103, 307, 322, 323, 385, 453, 467, 945, 1739, 1765, 1891, 2298, 36a, itp, vg e syrh.
Em Atos 11:20, o manuscrito apresenta a variante textual "Ἔλληνας" ("gregos"), presente também no {\displaystyle {\mathfrak {P}}}74, no corretor "c" do Codex Sinaiticus e em D, e não a variante "Ἑλληνιστάς" ("helenistas"), presente em todos os demais manuscritos com exceção do Sinaiticus (que traz "εὐαγγελιστάς", "evangelistas". Em Atos 15:18 aparece a variante "γνωστῶν ἀπ᾿ αἰῶνος τῷ κυρίῳ τὸ ἔργον αὐτοῦ", presente apenas em {\displaystyle {\mathfrak {P}}}74.
Em Atos 20:28, lê-se "του κυριου" ("do Senhor") e não "του θεου" ("de Deus"), o que acontece em {\displaystyle {\mathfrak {P}}}74, C*, D, E, Ψ, 33, 36, 453, 945, 1739, 1891.
Em Romanos 2:5, lê-se "ανταποδοσεως" ("recompensa") e não "αποκαλυψεως" ("revelação"). Em Romanos 8:1, lê-se "Ιησου κατα σαρκα περιπατουσιν" ("Jesus, que caminha não de acordo com a carne"), como em Db,  Ψ, 81, 629, 2127 e vg, e não apenas "Ιησου" ("Jesus"), como em א, B, D*, G, 1739, 1881, itd, g, copsa, bo e eth. Os manuscritos bizantinos apresentam a frase "Ιησου μη κατα σαρκα περιπατουσιν αλλα κατα πνευμα" ("Jesus, que caminha não de acordo com a carne, mas com o Espírito").
Em I Coríntios 2:1, lê-se "μυστηριον" ("mistério"), como em {\displaystyle {\mathfrak {P}}}46, א, C, 88, 436, ita,r, syrp e copbo. Nos demais manuscritos lê-se "μαρτυριον" ("testemunho") ou "σωτηριον" ("salvação"). Em I Coríntios 7:5, lê-se "τη προσευχη" ("oração"), como em {\displaystyle {\mathfrak {P}}}11, {\displaystyle {\mathfrak {P}}}46, א*, B, C, D, G, P, Ψ, 33, 81, 104, 181, 629, 630, 1739, 1877, 1881, 1962, it vg, cop, arm e eth. Nos demais, lê-se "τη νηστεια και τη προσευχη" ("jejum e oração") ou "τη προσευχη και νηστεια" ("oração e jejum").
Em Efésios 1:7 lê-se "χρηστοτητος" ("probidade" ou "bondade") e não "χαριτος" ("graça"), uma variante suportada por 365 e copbo. Em Efésios 4:14 lê-se "του διαβολου" ("da controvérsia") e não "της πλανης" ("do erro").
Em I Timóteo 3:16, o texto apresenta a variante "ὃς ἐφανερώθη" ("manifestado"), como em א, D, Boernerianus, 33, 365, 442, 2127, ℓ 599, e não "θεός ἐφανερώθη" ("Deus manifestado"), como em Sinaiticuse, A², C², Dc, K, L, P, Ψ, 81, 104, 181, 326, 330, 436, 451, 614, 629, 630, 1241, 1739, 1877, 1881, 1962, 1984, 1985, 2492, 2495 e nos manuscritos e lecionários bizantinos.
Em Hebreus 13:21 lê-se "παντι εργω και λογω αγαθω" ("tudo que precisa para fazer o bem") e não "παντι αγαθω" ("todo o bem").
Em I João 5:6 aparece a variante "δι' ὕδατος καὶ αἵματος καὶ πνεύματος" ("por meio da água e do sangue e do espírito") e não apenas "δι' ὕδατος καὶ αἵματο" ("por meio da água e do sangue"), assim como em א, 104, 424c, 614, 1739c, 2412, 2495, ℓ 598m, syrh, copsa, copbo e Orígenes. Bart D. Ehrman identificou o trecho como uma uma leitura ortodoxa errônea.
Em Apocalipse 1:17 há uma variante única deste manuscrito na qual se lê "πρωτοτοκος" ("primogênito") ao invés de "πρωτος" ("o primeiro").

#### Versículos omitidos
- Marcos 15:28, o que também acontece em א, B, C, D, Ψ, Lect, d, k, syrs e copsa, bo, fay;[63]
- Agonia no Horto (Lucas 22:43-44), como também em {\displaystyle {\mathfrak {P}}}75, א*, B, T e Minúsculo 1071.[64]
- Perícope da Adúltera (João 7:53-8:11).[65] Este manuscrito é uma importante testemunha para a ausência deste trecho. Gregory comprovou, sobre as duas páginas perdidas (João 6:50-8:52), "que contando as linhas podemos provar que ela [a perícope] não estava no livro. Não haveria espaço para ela"[15][66] (este mesmo artifício foi utilizado no caso do Codex Ephraemi Rescriptus).[67] Porém, alguns consideram que a análise de Gregory não pode ser considerada conclusiva por que ele não discute as possibilidades de o texto ter sido acrescentado nas margens ou de forma condensada ou ainda de estar numa parte dos evangelhos que não sobreviveu;[68]
- Atos 8:37, Atos 15:34 e Atos 28:29.[69]
- Romanos 16:24.[70]

## História

### Proveniência

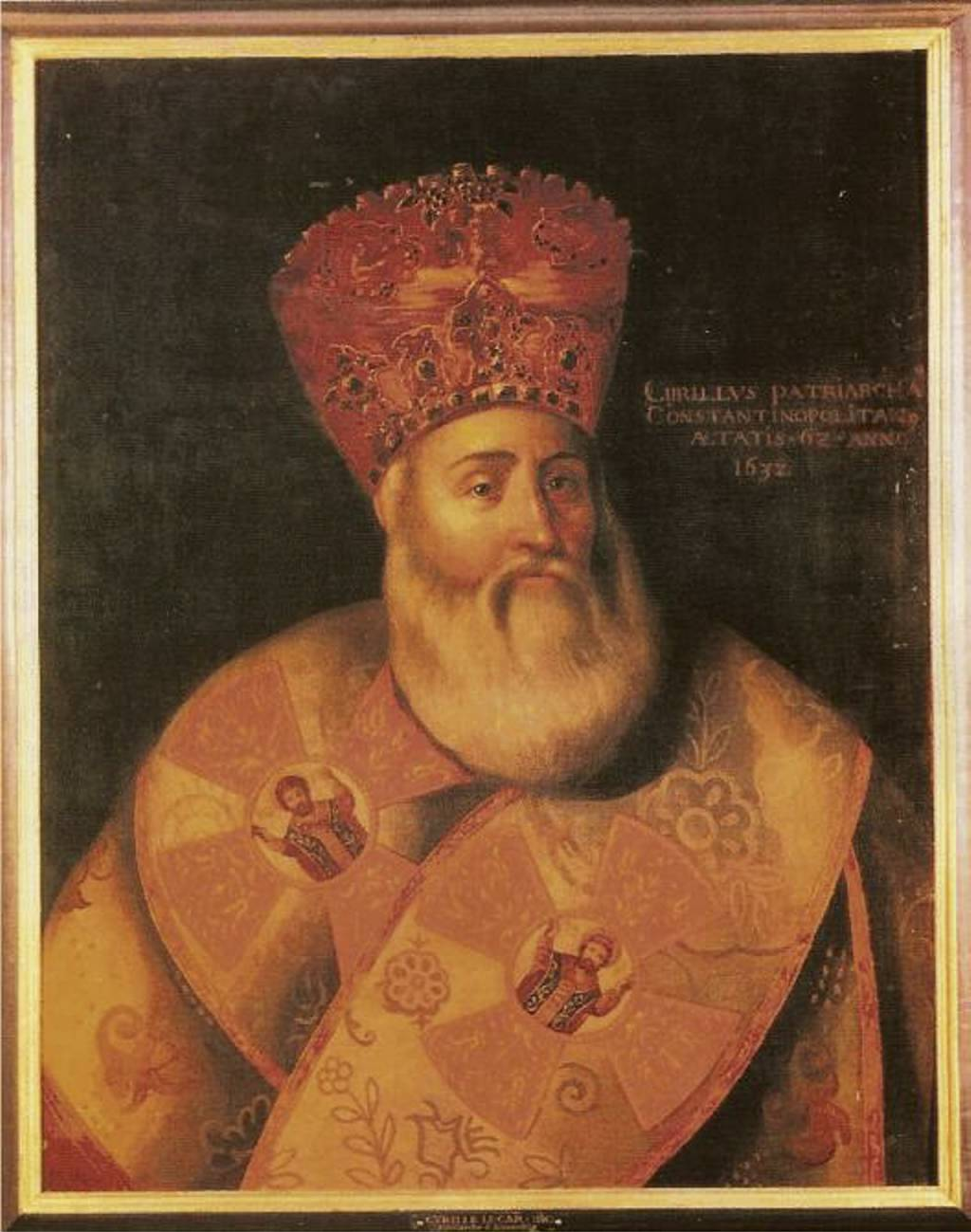
Patriarca Cirilo Lucaris em 1632.

A proveniência original do manuscrito é desconhecida. Tradicionalmente considera-se que tenha sido a cidade egípcia de Alexandria e ainda hoje esta é a hipótese mais provável. Cirilo Lucaris foi o primeiro a indicar a cidade como origem do manuscrito. Esta visão se baseia numa nota em árabe do século XIII ou XIV no fólio 1 que diz: "Para a cela patriarcal na fortaleza de Alexandria. Que seja excomungado e expulso quem quer que a remova de lá. Escrito por Atanásio, o Humilde". "Atanásio, o Humilde" é geralmente identificado como sendo Atanásio III, patriarca grego de Alexandria entre 1276 e 1316.
F. C. Burkitt questionou esta hipótese. Segundo ele, a nota diz: "Para a cela patriarcal na fortaleza de Alexandria. Que seja amaldiçoado e arruinado aquele que permitir que ele [o códice] saia. O humilde Atanásio escreve [isto]". O manuscrito teria sido encontrado em Monte Atos e possivelmente teria sido levado para o Egito pelo próprio Cirilo Lucaris em 1616. Todas as notas em árabe no manuscrito teriam sido escritas entre 1616 e 1621 quando Cirilo foi eleito patriarca ecumênico de Constantinopla. Ainda segundo Burkitt, "o humilde Atanásio" seria "uma pessoa que trabalhava para Cirilo encarregado de sua biblioteca". Apesar de ter sido encontrado em Atos, Burkitt defende que ele foi escrito em Constantinopla por suas características referentes ao texto-tipo bizantino. Esta hipótese recebeu o apoio de Kirsopp Lake.
Frederic G. Kenyon questiona a tese de Burkitt e argumenta que Cirilo acreditava firmemente na origem egípcia do códice. A. S. Fulton, o responsável pelo Departamento de Livros Impressos e Manuscritos Orientais do Museu Britânico re-examinou, em 1938, a nota de Atanásio e opinou que, com bases paleográficas, ela poderia ser datada ao século XIII ou XIV, descartando a hipótese da nota ser do século XVII. Em 1945, T. D. Moschonas publicou um catálogo da biblioteca do patriarca de Alexandria incluindo duas notas em grego, ambas de manuscritos do século X de João Crisóstomo e inseridas pelo patriarca Atanásio III. As duas teriam sido escritas entre 1308 e 1316. Apesar de a nota no Codex Alexandrinus ser inteiramente em árabe, o que não permite a identificação com a caligrafia da notas em grego, a similaridade na escolha de palavras não deixa dúvidas de que elas teriam sido escritas por Atanásio III.
Burnett Hillman Streeter propôs Cesareia ou Beirute por três razões: o códice, além do Novo Testamento, as duas epístolas de Clemente; por ele representar um texto eclético no Novo Testamento — antioquiano nos evangelhos e alexandrino nos Atos e nas epístolas —, ele teria sido escrito num local sob a influência tanto de Alexandria quanto de Antioquia; o texto do Antigo Testamento parece ser um texto não alexandrino fortemente revisado com base na Hexapla.
Segundo Skeat, a nota no códice indica que o manuscrito não estava na biblioteca patriarcal em Alexandria. O manuscrito teria sido levado de Constantinopla para Alexandria entre 1308 e 1316 juntamente com os dois manuscritos de Crisóstomo já mencionados. Ele teria então permanecido em Alexandria até 1621, quando Cirilo Lucaris o levou de volta para Constantinopla. Se ele foi originalmente escrito em Constantinopla ou em Alexandria é, para ele, outra questão e ele não tentou respondê-la. Esta hipótese recebeu o apoio de McKendrick, que propôs que o códice seria proveniente de Éfeso.
Uma nota em latim do século XVII numa folha de guarda (de uma encadernação numa biblioteca real) afirma que o manuscrito teria sido presenteado ao patriarca de Alexandria em 1098 ("donum dedit cubicuo Patriarchali anno 814 Martyrum"), embora argumente-se que ela pode muito bem ser "meramente uma tentativa inacurada de decifrar a nota em árabe de Atanásio" The authority for this statement is unknown.

### Data
De acordo com uma nota em árabe no reverso do primeiro volume do manuscrito, ele teria sido escrito por "Tecla, a Mártir, uma notável senhora do Egito", pouco depois do Concílio de Niceia (325). Tregelles sugere que, como o volume do Novo Testamento foi mutilado há muito tempo e hoje começa já no vigésimo-quinto capítulo de Mateus, e como a nota sobre Tecla está nele, "não podemos hoje ter certeza quando esta história surgiu. É possível que o manuscrito tenha sido escrito num mosteiro dedicado a Tecla". Ele defende que o nome de Tecla, por conta disto, estaria escrito na margem superior, que foi arrancada, o que levou os egípcios a imaginarem que a própria Tecla teria escrito o manuscrito. Cirilo Lucaris acreditava na autoria de Tecla, mas que seria impossível que o códice fosse anterior ao século IV.
O Codex Alexandrinus contém a "Epístola a Marcelino", de Atanásio de Alexandria, que é posterior a 373 (terminus post quem). Nos Atos e nas epístolas as divisões conhecidas como aparato eutaliano, obra de Eutálio, bispo de Sulci, que se tornaram comuns em meados do século V (terminus ad quem). A presença das epístolas de Clemente, que já foram no passado lidas nas igrejas, indica que a autoria do manuscrito remeta a um período no qual o cânone das escrituras ainda era, em alguns detalhes, ainda incerto. É consenso entre os estudiosos que o Codex Alexandrinus é ligeiramente mais novo que o Codex Vaticanus e que o Codex Sinaiticus especialmente por causa das letras iniciais maiores, mas também por ser mais decorado (apesar de existirem manuscritos decorados anteriores). Atualmente é datado como sendo do início do século V.

### Reino Unido
O códice foi levado para Constantinopla em 1621 por Cirilo Lucaris, que foi patriarca grego de Alexandria e, depois, patriarca ecumênico de Constantinopla. Ele se envolveu numa complexa disputa com o governo otomano, a Igreja Católica e com seus próprios subordinados, mas recebeu o apoio do Reino da Inglaterra e presenteou o códice ao rei James I em 1624 como agradecimento. O presente foi levado para a Inglaterra juntamente com o Minúsculo 49 por Thomas Roe, o embaixador inglês na corte do sultão. O rei morreu antes do manuscrito partir para a Inglaterra e o presente foi ofertado ao rei Carlos I em 1627. Ao chegar, ele foi depositado na Biblioteca Real de Windsor, na época parte do Museu Britânico e depois de 1973 incorporada à Biblioteca Britânica. Ele foi salvo do incêndio na Cotton Library, na Ashburnam House, em 23 de outubro de 1731, pelo bibliotecário Richard Bentley.

## Colações e edições

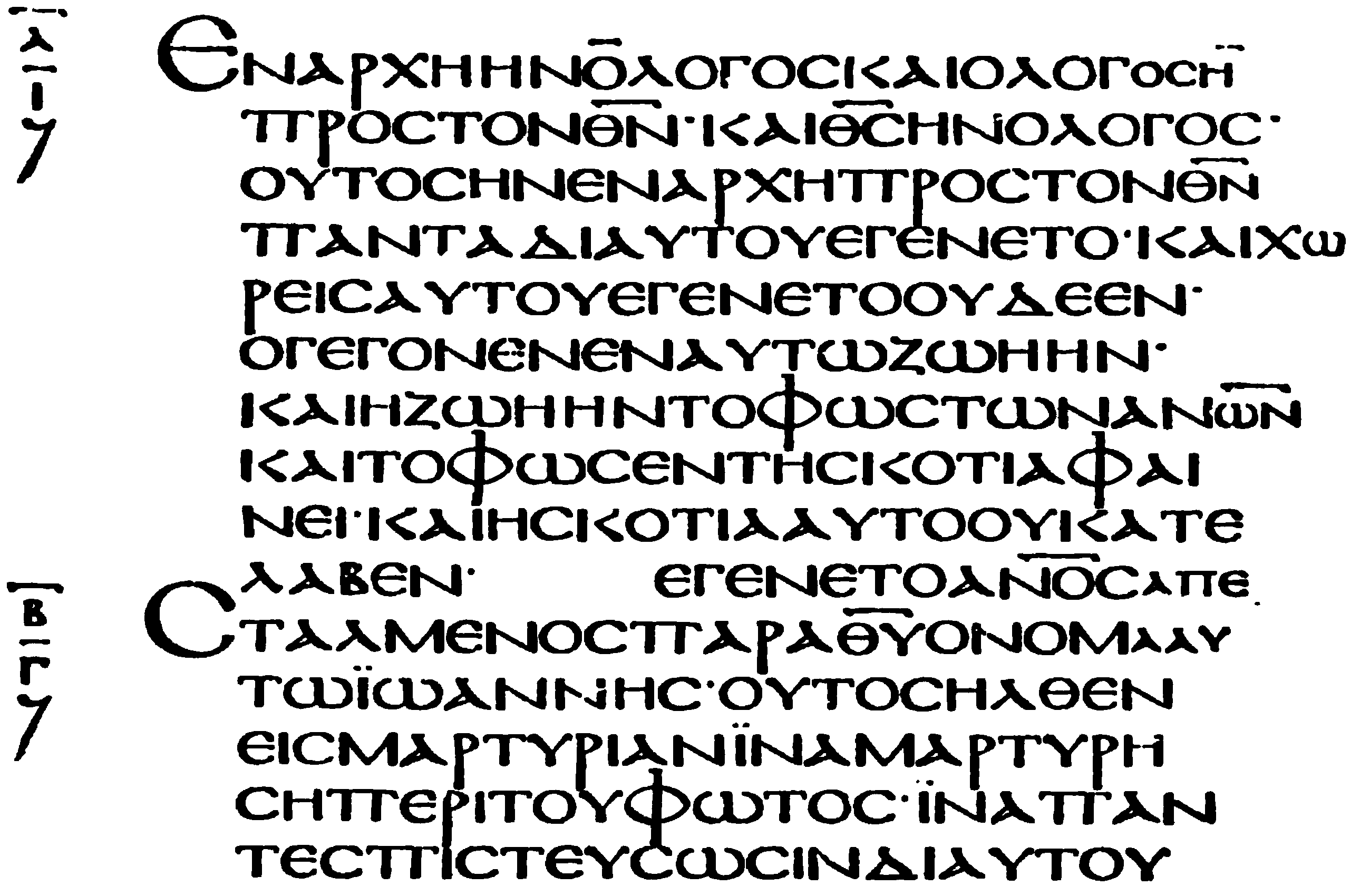
Começo do Evangelho de João na edição de Tregelles (1856).

As epístolas de Clemente do códice foi publicada em 1633 por Patrick Young, o bibliotecário real. Uma colação foi feita por Alexander Huish, prebendado de Wells, para a "London Polyglot Bible" (1657), na qual o texto do manuscrito foi citado nas notas de rodapé. Richard Bentley realizou uma nova colação em 1675.
O Antigo Testamento foi editado por Ernst Grabe entre 1707-1720 e o Novo Tesamento, em 1786 por Carl Gottfried Woide, em facsimile em tipos de madeira, linha por linha, sem intervalos entre as palavras, quase idêntica ao original. Infelizmente Woide cometeu alguns erros como em I Timóteo 3:16, no qual ele editou "ΘΣ ἐφανερόθη" e refuta, em seus prolegômenos, a opinião de Wettstein, que defendia que "ΟΣ ἐφανερόθη" era a leitura original e que o traço, que, na iluminação correta pode ser visto atravessando parte de um "O", era parte de uma letra visível através do papel velino. Parte de um "E" do outro lado da folha de fato atravessa o "O". Outros erros de Woide foram cometidos na Epístola aos Efésios, como a substituição de "ἐκλήθηθε for ἐκλήθητε" (4:1) e "πραόθητος for πραότητος" (4:2).
Estes erros foram corrigidos por B. H. Cowper e E. H. Hansell juntamente com três outros manuscritos em 1860. A porção do Antigo Testamento também foi publicada em 1816-1828 por Baber em três volumes. O manuscrito inteiro foi publicado em facsimile fotográfico pelo Museu Britânico sob a supervisão de E. M. Thompson entre 1879 e 1880. Frederic G. Kenyon publicou uma edição em facsmile fotográfico do Novo Testamento, em tamanho reduzido, em 1909. O texto do Antigo Testamento foi lançado, em quatro partes, em 1915.

### Crítica textual
Este foi o primeiro manuscrito de grande importância e antiguidade a ser utilizado de forma extensiva pela crítica textual, mas seu valor e importância foram apreciados de forma diferente por diferentes autores no passado.
Bentley assumiu que suplementando este manuscrito com leituras de outros manuscritos e da Vulgata latina seria possível triangular de volta a uma única recensão que, segundo ele, teria existido na época do Primeiro Concílio de Niceia. Wettstein criou o moderno sistema de categorização dos manuscritos do Novo Testamento e o Codex Alexandrinus recebeu o símbolo "A", abrindo a lista. Wettstein anunciou em seu "Prolegomena ad Novi Testamenti Graeci" (1730) que o Codex A é o "mais antigo e o melhor manuscrito do Novo Testamento" e que "deveria ser base para qualquer reconstrução do texto". Contudo, ele mudou de opinião em 1751, quando declarou já não ser mais um grande admirador. Ele se convenceu que Monte Atos era a origem do manuscrito e não Alexandria. Michaelis também não apreciava este manuscrito, nem por sua excelência interna e nem pelo valor de suas passagens. O motivo principal de crítica, sublinhado por Wettstein, era que ele teria sido alterado com base na versão latina. Michaelis contra-argumentou que a o escriba egípcio não poderia ter alterado o texto grego com base numa versão latina por que o Egito era parte de uma diocese grega e não se entendia o latim na região. Woide, que defende os manuscritos gregos de maneira geral e o Codex Alexandrinus em particular, da acusação de terem sido corrompidos pelo latim, identificou dois escribas no Novo Testamento.
Griesbach concorda com Woide e acrescenta ao ponto de vista de Michaelis. Se este manuscrito foi corrompido por uma versão, seria razoável supor que teria sido uma versão copta, utilizada no país onde ele foi escrito. Entre este manuscrito e as versões copta e síria da Bíblia há uma notável coincidência. Segundo Griesbach, o manuscrito segue três diferentes tradições: a bizantina nos evangelhos, a ocidental nos Atos e nas epístolas católicas e alexandrina nas epístolas paulinas. Ele designou o códice com a letra "A", pela qual ele ficou conhecido desde então.
Ele foi utilizado como base para criticar o "Textus Receptus" por Wettstein, Woide e Griesbach.

### Texto do códice
- Cowper, B. H. (1860). Codex Alexandrinus. Η ΚΑΙΝΗ ΔΙΑΘΗΚΗ. Novum Testamentum Graece. Ex Antiquissimo Codice Alexandrino a C. G. Woide (PDF) (em inglês). London: [s.n.] Consultado em 9 de junho de 2017. Arquivado do original (PDF) em 12 de dezembro de 2010
- Kenyon, Frederick G. (1909). Codex Alexandrinus, Genesis-Ruth (em inglês). London: British Museum (Facsimile edition)
- Kenyon, Frederick G. (1915). Codex Alexandrinus in Reduced Photographic Facsimile (em inglês). [S.l.]: London: British Museum (Facsimile edition)
- Thompson, Edward Maunde (1879–1883). Facsimile of the Codex Alexandrinus (4 vols.) (em inglês). London: [s.n.]
- Woide, Carl Gottfried (1779–1786). Novum Testamentum Graecum e codice ms. alexandrino (em inglês). London: [s.n.]

### Crítica textual
- Gregory, C. R. (1900). Textkritik des Neuen Testaments (em alemão). 1. Leipzig: J.C. Hinrichs'sche Buchhandlung. pp. 29–32
- Gregory, C. R. (1907). Canon and Text of the New Testament (em inglês). 1. Edinburgh: T. & T. Clark. pp. 340–343
- Kenyon, Frederick G. (1939). Our Bible and the Ancient Manuscripts (em inglês) 4th ed. London: British Museum. pp. 128–132
- Metzger, Bruce M.; Ehrman, Bart D. (2005). The Text of the New Testament: Its Transmission, Corruption, and Restoration (em inglês) 4th ed. New York - Oxford: Oxford University Press
- Scrivener, Frederick Henry Ambrose; Edward Miller (1894). A Plain Introduction to the Criticism of the New Testament (em inglês). 1 4th ed. London: George Bell & Sons. p. 342
- Streeter, Burnett Hillman (1924). The Four Gospels. A Study of Origins the Manuscripts Tradition, Sources, Authorship, & Dates (em inglês). Oxford: MacMillan and Co Limited

### Outras obras
- Burkitt, F. C. (1909–1910). «Codex Alexandrinus». Oxford. Journal of Theological Studies (em inglês) (XI): 663–666
- Calkins, Robert G. (1983). Illuminated Books of the Middle Ages (em inglês). [S.l.]: Ithaca, New York: Cornell University Press
- Goswell, Greg (2009). «Early Readers of the Gospels: The Kephalaia and Titloi of Codex Alexandrinus» (PDF). JGRChJ (em inglês) (66): 134–174
- Hernández, Juan (2006). Scribal Habits and Theological Influences in the Apocalypse: The Singular Readings of Sinaiticus, Alexandrinus, and Ephraemi (em inglês). [S.l.]: Tübingen: Mohr Siebeck
- Mc Kendrick, S. (2003). The Codex Alexandrinus: Or the dangers of being a named manuscript, in: The Bible as a Book: The Transmission of the Greek text (em inglês). [S.l.]: London: S. Mc Kendrick & O. A. O'Sullivan. pp. 1–16. ISBN 0-7123-4727-5
- Lake, Silva (1936). Family Π and the Codex Alexandrinus. The Text According to Mark (em inglês). [S.l.]: London
- Milne, H. J. M. and T. C. Skeat (1963) [1951]. The Codex Sinaiticus and the Codex Alexandrinus (em inglês). London: [s.n.]
- Silberstein, Siegfried (1893). Über den ursprung der im Codex alexandrinus und vaticanus des dritten Königsbuches der alexandrinischen übersetzung überlieferten textgestalt (em alemão). Giessen: Giessen : J. Ricker
- Scrivener, F. h. a. (1875). Six Lectures on the Text of the New Testament and the Ancient Manuscripts which contain it (em alemão). [S.l.]: Deighton, Bell, and Co: Cambridge; London
- Skeat, T. C. (1955). «The Provenance of the Codex Alexandrinus». Oxford. Journal of Theological Studies (em inglês). VI: 233–235
- Swete, Henry Barclay (1902). An Introduction to the Old Testament in Greek (em inglês). Cambridge: Macmillan and Co. pp. 125–126